# Mukia (arna)
Mukia és un gènere monotípic d'arnes de la família Crambidae descrit per Hans Georg Amsel el 1954. Conté només una espècie, Mukia nigroanalis, descrita en el mateix article, que es troba a l'Iran.